# Encalyptales
Encalyptales là một bộ rêu trong ngành Bryophyta, có hai họ.